# Henderson King Yoakum

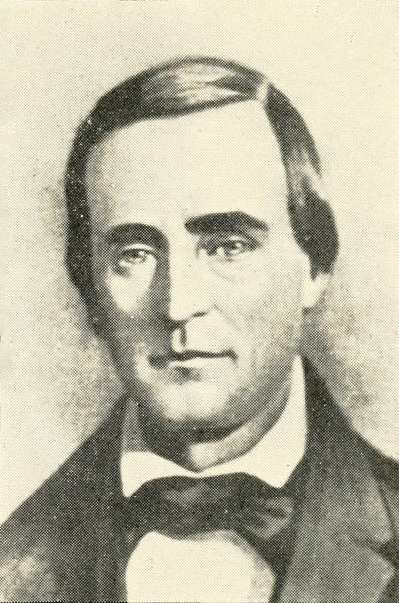
Henderson Yoakum

Henderson King Yoakum (* 6. September 1810 in Powell Valley, Claiborne County, Tennessee; † 20. November 1856 in Huntsville, Walker County, Texas) war ein US-amerikanischer Politiker der Demokratischen Partei und Offizier.

## Leben
Yoakum begann nach dem Schulbesuch eine Offiziersausbildung an der US Military Academy in West Point, die er 1832 abschloss. Danach wurde ihm der Brevet-Rang eines Leutnants verliehen und er nahm an einem Feldzug gegen Black Hawk teil, dem Häuptling der Sauk- und Fox-Indianer. Bereits am 31. März 1833 schied er jedoch aus dem aktiven Militärdienst aus und begann ein Studium der Rechtswissenschaften. Nachdem dessen Abschluss und seiner anwaltlichen Zulassung war er zwischen 1835 und 1845 als Rechtsanwalt in Tennessee tätig und fungierte zeitweilig auch als Bürgermeister von Murfreesboro. 1839 wurde er für die Demokratische Partei zum Mitglied in den Senat von Tennessee und war zeitweise auch Vorsitzender der State Convention der Demokratischen Partei.
1845 kehrte Yoakum nach Texas zurück und diente während des Mexikanisch-Amerikanischen Krieges zwischen Juni und September 1846 als Oberleutnant bei den Texas Mounted Rifle Volunteers. Nach Kriegsende nahm er 1848 seine anwaltliche Tätigkeit in Texas auf. Er war ein persönlicher Freund und ein wichtiger politischer Unterstützer von Sam Houston. 1849 gehörte er zu den Mitgründern des Austin College und war in der Folgezeit dort als Professor für Rechtswissenschaften sowie erster Bibliothekar tätig. Er wurde zudem 1850 zum Oberst der Miliz von Texas befördert, in der er bis zu seinem Tode diente, und war des Weiteren Großgrundbesitzer.
Aus seiner Ehe mit Eveline Cannon Yoakum gingen neun Kinder hervor. Nach seinem Tode wurde er auf dem Oakwood Cemetery von Huntsville bestattet.

## Veröffentlichung
- A History of Texas from its First Settlement under La Salle in 1685 to its Annexation to the United States in 1845. New York 1855